# Eino Ojanen
 (juillet 2022).
Si vous disposez d'ouvrages ou d'articles de référence ou si vous connaissez des sites web de qualité traitant du thème abordé ici, merci de compléter l'article en donnant les références utiles à sa vérifiabilité et en les liant à la section « Notes et références ».
Pour les articles homonymes, voir Ojanen.
Eino Ojanen, né le 27 novembre 1924, à Helsinki, en Finlande et mort en décembre 2010, est un ancien joueur et entraîneur de basket-ball et handballeur finlandais. 